# Jürgen Blänsdorf
Jürgen Blänsdorf (* 1. Juni 1936 in Braunschweig) ist ein deutscher Altphilologe.

## Leben
Blänsdorf, der Sohn eines Volksschullehrers, besuchte die Volksschule in Braunschweig und Wolfshagen im Harz, ging 1947 an die Gaußschule in Braunschweig und begann nach dem Abitur 1956 das Studium der Fächer Latein, Griechisch und Geschichte an der Universität Freiburg. Nach zwei Semestern in Kiel (1958–1959) legte er 1962 das Erste Staatsexamen in Latein und Geschichte ab. Anschließend war er als Assistent am Seminar für Klassische Philologie der Universität Freiburg tätig und wurde 1965 mit der Dissertation Archaische Gedankengänge in den Komödien des Plautus promoviert, die 1967 in erweiterter Form in der Reihe Hermes-Einzelschriften erschien.
Nachdem er sich 1971 mit ungedruckten Untersuchungen zur Geschichte der Interpretation in der griechischen und lateinischen Philologie bei Karl Büchner habilitiert hatte, folgte er einem im August desselben Jahres ergangenen Ruf an die Universität Mainz, wo er die Nachfolge des emeritierten Andreas Thierfelder antrat. Von 1973 bis 1985 war Blänsdorf hier Vertrauensdozent der Studienstiftung des deutschen Volkes, 1975 bis 1977 Dekan des Fachbereichs 15 – Philologie und 1975 bis 1982 Vorsitzender der Kommission Hochschulprüfungen des Gemeinsamen Ausschusses der Fachbereiche 11–16 und 23. Von 1987 bis 2003 war er Mitherausgeber der Hermes-Einzelschriften. Am 30. September 2004 wurde er emeritiert.
Blänsdorf inszenierte mit seinen Studenten viele lateinische Dramen im Original und gab neben Aufführungen in Freiburg und Mainz auch Gastspiele in Pavia, Saarbrücken, Tübingen und Wolfenbüttel.